# Podudarnost (geometrija)
U geometriji dve figure su podudarne ako imaju istu veličinu i oblik, ili ako jedna ima isti oblik i veličinu kao slika u ogledalu druge. Dva skupa tačaka su podudarna ako postoji preslikavanje kojim se taj skup preslikava u drugi skup, a da se pri tom ne menja veličina i oblik.
Podudarnost se označava sa {\displaystyle \cong }
Podudaran ima značenje:
1. Dve duži su podudarne ako imaju istu dužinu {\displaystyle d_{1}=d_{2}} tj {\displaystyle d_{1}\cong d_{2}}
2. Dva ugla su podudarna ako imaju istu meru {\displaystyle \alpha _{1}=\alpha _{2}} tj {\displaystyle \alpha _{1}\cong \alpha _{2}}
3. Dva kruga su podudarna ako imaju isti prečnik {\displaystyle R_{1}\cong R_{2}} tj {\displaystyle R_{1}\cong R_{2}}

## Određivanje podudarnosti poligona
Da bi dva poligona bila podudarna, moraju imati jednak broj stranica (a samim tim i jednak broj – isti broj – temena). Dva poligona sa n strana su podudarna ako i samo ako svaki od njih ima numerički identične nizove (čak i ako u smeru kazaljke na satu za jedan poligon i suprotno od kazaljke na satu za drugi) stranica-ugao-stranica-ugao- ... za n stranica i n uglova.
Kongruencija poligona može se grafički utvrditi na sledeći način:
- Prvo, uparite i označite odgovarajuće vrhove dve figure.
- Drugo, nacrtajte vektor od jednog od vrhova jedne od figura do odgovarajućeg temena druge figure. Translirajte prvu figuru ovim vektorom tako da se ova dva temena poklapaju.
- Treće, rotirajte transliranu figuru oko podudarnog temena dok se jedan par odgovarajućih strana ne poklopi.
- Četvrto, odrazite rotiranu figuru oko ove uparene strane dok se brojke ne poklope.

Ako u bilo kom trenutku korak ne može da se završi, poligoni nisu podudarni.

## Aksiomi podudarnosti
Aksiomi podudarnosti opisuju osnovne karakteristike relacije podudarnosti parova tačaka. Ovu relacija se uvodi kao polazni pojam.
- Aksiom 1

Ako je {\displaystyle (A,B)\cong (C,D)} i {\displaystyle A=B}, tada je i {\displaystyle C=D}.
- Aksiom 2

Za svake dve tačke {\displaystyle A} i {\displaystyle B} je {\displaystyle (A,B)\cong (B,A)}.
- Aksiom 3

Ako je {\displaystyle (A,B)\cong (C,D)} i {\displaystyle (A,B)\cong (E,F)} tada je {\displaystyle (C,D)\cong (E,F)}
- Aksiom 4

Ako su C i C tačke otvorenih duži AB i A'B, takve da je 
{\displaystyle (A,C)\cong (A',C')} i {\displaystyle (B,C)\cong (B',C')}, tada je i {\displaystyle (B,C)\cong (A',B')}
- Aksiom 5

Ako su  i  dve tačke i  poluprava tada na toj polupravoj postoji tačka  takva da je {\displaystyle (A,B)\cong (C,D)}
- Aksiom 6

Ako su A, B, C tri nekolinearne tačke i {\displaystyle A',B'} tačke ruba neke poluravni {\displaystyle \pi }, takve da je {\displaystyle (A,B)\cong (A',B')} tada u toj poluravni 
postoji jedinstvena tačka  takva da je 
{\displaystyle (A,C)\cong (A',C')} i {\displaystyle (B,C)\cong (B',C')}
- Aksiom 7

Ako su  i A', B', C dve trojke nekolinearnih tačaka i D i D tačke polupravih BC i B'C takve da je {\displaystyle (AB)\cong (A',B')} , {\displaystyle (BC)\cong (B',C')}, {\displaystyle (A,C)\cong (A',C')} i {\displaystyle (B,D)\cong (B',D')}, tada je i {\displaystyle (A,D)\cong (A',D')}
Relacija podudarnosti parova tačaka je relacija ekvivalencije.
1. {\displaystyle (A,B)\cong (A,B)} relacija je refleksivna.
2. Neka je {\displaystyle (AB)\cong (C,D)} [{\displaystyle (A,B)\cong (A,B)}] => {\displaystyle (CD)\cong (A,B)} relacija je simetrična
3. {\displaystyle (A,B)\cong (C,D)} i {\displaystyle (C,D)\cong (E,F)=>} {\displaystyle (A,B)\cong (E,F)} [sledi na osnovu simetričnosti]

Teorema 1
Ako su  i  dve tačke i  poluprava tada na toj polupravoj postoji jedinstvena tačka  takva da je '{\displaystyle (A,B)\cong (CD)}
Teorema 2
Ako su A,B,C tri razne tačke prave p i A',B dve tačke prave p takve da je {\displaystyle (A,B)\cong (A',B')}, tada postoji jedinstvena tačka  takva da je A',B' i {\displaystyle (A,C)\cong (A',C')}.
Pri tome, tačka C pripada pravoj p i:
1. ako je {\displaystyle {\mathfrak {B}}(A,C,B)}, tada je {\displaystyle {\mathfrak {B}}(A',C',B')}
2. ako je {\displaystyle {\mathfrak {B}}(A,B,C)}, tada je {\displaystyle {\mathfrak {B}}(A',B',C')}
3. ako je {\displaystyle {\mathfrak {B}}(B,C,A)}, tada je {\displaystyle {\mathfrak {B}}(B',C',A')}

Definicija 1
Kaže se da je uređena n-torka tačaka {\displaystyle (A_{1},A_{2},...,A_{n})} podudarna sa n-torkom {\displaystyle (A'_{1},A'_{2},...,A'_{n})} u oznaci 
{\displaystyle (A_{1},A_{2},...,A_{n})\cong (A'_{1},A'_{2},...,A'_{n})}
ako je za svako {\displaystyle (i,k)\in {\begin{Bmatrix}{1,2,...n}\end{Bmatrix}}(A_{i},A_{k})\cong (A'_{i},A'_{k})}
Definicija 2
Neka su A i B dve razne tačke neke ravni {\displaystyle \alpha }. Skup svih tačaka {\displaystyle X} te ravni takvih da je {\displaystyle (A,B)\cong (A,X)}, naziva se krug, u oznaci {\displaystyle k(A,AB)}, sa centrom A i čiji je poluprečnik duž AB.

## Podudarnost duži
Ako su dve duži AB i CD su podudarne, to može se označiti sa {\displaystyle AB\cong CD}
Teorema 3
{\displaystyle (A,B)\cong (A',B')=>A,B\cong A',B'},
Definicija 3
Tačka S je središte duži {\displaystyle AB}, ako pripada toj duži i važi {\displaystyle AS\cong SB}
Teorema 4
Za svaku duž postoji jedinstveno središte.
Definicija 4
Duž AB je manja od duži  u oznaci  ako unutar duži  postoji tačka  takva da je AB ≅ CE. Takođe u tom slučaju se kaže i da je duž CD veća od duži  u oznaci .
Definicija 5
Duž EF jednaka je zbiru duži AB i CD u oznaci EF = AB + CD, ako unutar duži  postoji tačka  takva da je 
.
Na isti način definišu se razlika, proizvod duži i prirodnog broja, proizvod duži iracionalnog broja

## Podudarnost uglova, pravi uglovi, relacija normalnosti pravih
Dva konveksna ili konkavna ugla {\displaystyle pOq} i {\displaystyle p_{1}O_{1}q_{1}} su podudarna ako i samo ako na kracima {\displaystyle p} i {\displaystyle q} {\displaystyle p_{1}}, {\displaystyle q_{1}} redom postoje tačke {\displaystyle P,Q,P_{1},Q_{1}} takve da je: {\displaystyle (P,O,Q)\cong (P_{1},O_{1},Q_{1}}).
Teorema 5
- Unakrsni uglovi su međusobno podudarni.
- Za svaki ∠pq i svaku polupravu p neke ravni, postoji u poluravni određenoj pravom koja sadrži p, jedinstvena poluprava  takva da ∠pq ≅ ∠p'q.

Teorema 6
Svaki ugao ima jedinstvenu bisektrisu
Definicija 5
Ugao AOB je manji od ugla  u oznaci {\displaystyle \angle AOB<\angle CSD} ako unutar ugla CSD postoji poluprava  takva da je {\displaystyle \angle AOB\cong \angle CSE}. U tom slučaju kažemo ia je ugao CSD veći od ugla  u oznaci {\displaystyle \angle CSD>\angle AOB}.
Definicija 6
Uglom dve mimoilazne prave p i q u prostoru {\displaystyle E^{3}} naziva se ugao koji određuju njima paralelne prave a i b koje se seku u nekoj tački O. Specijalno, ako je ugao dve mimoilazne prave u prostoru
{\displaystyle E^{3}} prav, tada se kaže da su prave
{\displaystyle p} i {\displaystyle q} normalne među sobom, i simbolički označavamo sa {\displaystyle p\perp q}
Teorema 7
1. Ugao podudaran nekom pravom uglu takođe je prav.
2. Pravi uglovi su među sobom podudarni.
3. Postoji jedna i samo jedna prava koja seče svaku od dve mimoilazne prave a i b pod pravim uglom.

## Podudarnost poligona
Dva podudarna poligona imaju isti broj stranica i vrhova.
Dva poligoni sa n strana su podudarna, ako i samo ako svaki od njih ima odgovarajuće stranice i uglove jednake.

## Podudarnost nekih pravilnih četvorouglova
1. Dva paralelograma su podudarna ako su im podudarne dve susedne ivice i jedan ugao.
2. Dva pravougaonika su podudarna ako su im podudarne dve susedne ivice.
3. Dva romba su podudarna ako su im podudarne jedna ivica i jedan ugao
4. Dva kvadrata su podudarna ako su im podudarne stranice.

## Podudarnost trouglova
Dva trougla su podudarna ako su njihove odgovarajuće stranice jednake dužine, odgovarajući uglovi jednake veličine.
Da su dva trougla ABC i DEF podudarni zapisuje se
{\displaystyle \triangle \mathrm {ABC} \cong \triangle \mathrm {DEF} }

## Određivanje podudarnosti
- SUS

Dva trougla su podudarna ako su dve ivice i njima zahvaćeni ugao jednog trougla podudarni sa odgovarajućim ivicama i uglovima drugog trougla, tj: 
{\displaystyle AB\cong A'B',AC\cong A'C',\angle BAC\cong \angle B'A'C'=>\triangle ABC\cong \triangle A'B'C'}
- SSS

Dva trougla su podudarna ako su im odgovarajuće ivice podudarne, tj.
{\displaystyle AB\cong A'B',BC\cong B'C',AC\cong A'C'=>\triangle ABC\cong \triangle A'B'C'}
Dokaz:
Neka su ABC, A'B'C' dva trougla takva da je 
{\displaystyle AB\cong A'B',BC\cong B'C',AC\cong A'C'}. Tada su i odgovarajući parovi tačaka podudarni tj. {\displaystyle \triangle ABC\cong \triangle A'B'C'.}
Postoji izometrija te ravni, koja tačke A,B,C preslikava redom u tačke A', B', C'. Izometrije čuvaju raspored, pa se odgovarajuće ivice jednog trougla preslikavaju u odgovarajuće ivice drugog trougla. Izometrija preslikava trougao ABC u trougao A'B'C, pa je {\displaystyle \triangle ABC\cong \triangle A'B'C'.}
- USU

Dva trougla su podudarna ako su jedna ivica i na njoj nalegli uglovi jednog trougla podudarni sa odgovarajućom ivicom i odgovarajućim uglovima drugog trougla, tj: 
{\displaystyle BC\cong B'C',\angle ABC\cong \angle A'B'C',\angle ACB\cong \angle A'C'B'=>\triangle ABC\cong \triangle A'B'C'}
- SSU

Dva trougla su podudarna ako su dve ivice i ugao naspram jedne od njih jednog trougla podudarni sa odgovarajućim stranicama i odgovarajućim uglom drugog trougla.

## Literatura
- Coxeter, H. S. M. (1969). Introduction to Geometry, Second edition. Wiley. ISBN 9780471504580.
- Boyer, C.B. (1991) [1989]. A History of Mathematics (Second edition, revised by Uta C. Merzbach изд.). New York: Wiley. ISBN 978-0-471-54397-8.
- Cooke, Roger (2005), The History of Mathematics:, New York: Wiley-Interscience, 632 pages, ISBN 978-0-471-44459-6
- Hayashi, Takao (2003), „Indian Mathematics”,  Ур.: Grattan-Guinness, Ivor, Companion Encyclopedia of the History and Philosophy of the Mathematical Sciences, 1, Baltimore, MD: The Johns Hopkins University Press, 976 pages, стр. 118—130, ISBN 978-0-8018-7396-6
- Hayashi, Takao (2005), „Indian Mathematics”,  Ур.: Flood, Gavin, The Blackwell Companion to Hinduism, Oxford: Basil Blackwell, 616 pages, стр. 360—375, ISBN 978-1-4051-3251-0
- Nikolai I. Lobachevsky, (2010). Pangeometry., translator and editor: A. Papadopoulos, Heritage of European Mathematics Series, Vol. 4, European Mathematical Society,
- Jay Kappraff, (2014). A Participatory Approach to Modern Geometry. ISBN 978-981-4556-70-5., World Scientific Publishing. .
- Leonard Mlodinow, Euclid's Window – The Story of Geometry from Parallel Lines to Hyperspace, UK edn. Allen Lane, 1992.
- Henderson, David W.; Taimina, Daina (2005), Experiencing Geometry/Euclidean and Non-Euclidean with History (3rd изд.), Pearson Prentice-Hall, ISBN 978-0-13-143748-7
- Jacobs, Harold R. (1974), Geometry, W.H. Freeman and Co., ISBN 978-0-7167-0456-0
- Pedoe, Dan (1988) [1970], Geometry/A Comprehensive Course, Dover, ISBN 978-0-486-65812-4
- Sibley, Thomas Q. (1998), The Geometric Viewpoint/A Survey of Geometries, Addison-Wesley, ISBN 978-0-201-87450-1
- Smart, James R. (1998), Modern Geometries (5th изд.), Brooks/Cole, ISBN 978-0-534-35188-5
- Stahl, Saul (2003), Geometry/From Euclid to Knots, Prentice-Hall, ISBN 978-0-13-032927-1
- Venema, Gerard A. (2006), Foundations of Geometry, Pearson Prentice-Hall, ISBN 978-0-13-143700-5
- Yale, Paul B. (1968), Geometry and Symmetry, Holden-Day
- Judith N. Cederberg (1989, 2001) A Course in Modern Geometries. ISBN 978-0-387-98972-3., Chapter 3.12 Similarity Transformations, pp. 183–9, Springer.  .
- Günter Ewald (1971). Geometry: An Introduction. стр. 106, 181,.,Wadsworth Publishing.
- George E. Martin (1982). Transformation Geometry: An Introduction to Symmetry. ISBN 978-0-387-90636-2. , Chapter 13 Similarities in the PlaneSpringer.  .

## Spoljašnje veze
- „Geometrija” (PDF).